# Смешанная сборная Гонконга по кёрлингу
Смешанная сборная Гонконга по кёрлингу — смешанная национальная сборная команда (составленная из двух мужчин и двух женщин), представляет Гонконг на международных соревнованиях по кёрлингу. Управляющей организацией выступает Ассоциация кёрлинга Гонконга (англ. Hong Kong Curling Association).

## Результаты выступлений

### Чемпионаты мира
| Год       | М              | И              | В              | П              | Состав (скипы выделены) | Состав (скипы выделены) | Состав (скипы выделены) | Состав (скипы выделены) | Состав (скипы выделены)      |
| Год       | М              | И              | В              | П              | Четвёртый               | Третий                  | Второй                  | Первый                  | Тренер                       |
| --------- | -------------- | -------------- | -------------- | -------------- | ----------------------- | ----------------------- | ----------------------- | ----------------------- | ---------------------------- |
| 2015—2016 | не участвовали | не участвовали | не участвовали | не участвовали | не участвовали          | не участвовали          | не участвовали          | не участвовали          | не участвовали               |
| 2017      | 28             | 7              | 3              | 4              | Джейсон Чан             | Линъюэ Хун (в/с)        | Derek Leung             | Julie Morrison          | Rick Collins                 |
| 2018      | 26             | 8              | 3              | 5              | Джейсон Чан             | Линъюэ Хун (в/с)        | Martin Yan              | Ashura Wong             | Rick Collins                 |
| 2019      | 23             | 7              | 4              | 3              | Джейсон Чан             | Линъюэ Хун              | Martin Yan              | Ashura Wong             | Rick Collins, Julie Morrison |
| 2022      | 19             | 8              | 4              | 4              | Джейсон Чан             | Линъюэ Хун              | Martin Yan              | Wong Yuen Ting          | Justin Chen                  |
| 2023      | 31             | 7              | 1              | 6              | Джейсон Чан             | Линъюэ Хун              | Michael Wai Ko Lam      | Ada Shang               |                              |
| 2024      | 24             | 7              | 3              | 4              | Джейсон Чан             | Линъюэ Хун              | Christopher Chung       | Ada Shang               |                              |